# Villaines-sous-Malicorne
Villaines-sous-Malicorne és un municipi francès situat al departament del Sarthe i a la regió de País del Loira. L'any 2007 tenia 962 habitants.

## Demografia

### Població
El 2007 la població de fet de Villaines-sous-Malicorne era de 962 persones. Hi havia 347 famílies de les quals 46 eren unipersonals (25 homes vivint sols i 21 dones vivint soles), 132 parelles sense fills, 148 parelles amb fills i 21 famílies monoparentals amb fills.
La població ha evolucionat segons el següent gràfic:
Habitants censats

### Habitatges
El 2007 hi havia 399 habitatges, 352 eren l'habitatge principal de la família, 23 eren segones residències i 23 estaven desocupats. 396 eren cases i 2 eren apartaments. Dels 352 habitatges principals, 287 estaven ocupats pels seus propietaris, 62 estaven llogats i ocupats pels llogaters i 3 estaven cedits a títol gratuït; 12 tenien dues cambres, 44 en tenien tres, 104 en tenien quatre i 191 en tenien cinc o més. 279 habitatges disposaven pel capbaix d'una plaça de pàrquing. A 138 habitatges hi havia un automòbil i a 198 n'hi havia dos o més.

### Piràmide de població
La piràmide de població per edats i sexe el 2009 era:
| Homes | Edats   | Dones |
| ----- | ------- | ----- |
| 0     | 95 o +  | 0     |
| 0     | 90 a 94 | 0     |
| 0     | 85 a 89 | 4     |
| 4     | 80 a 84 | 0     |
| 16    | 75 a 79 | 20    |
| 24    | 70 a 74 | 12    |
| 24    | 65 a 69 | 24    |
| 28    | 60 a 64 | 36    |
| 28    | 55 a 59 | 20    |
| 32    | 50 a 54 | 24    |
| 4     | 45 a 49 | 16    |
| 8     | 40 a 44 | 12    |
| 44    | 35 a 39 | 36    |
| 32    | 30 a 34 | 24    |
| 20    | 25 a 29 | 24    |
| 20    | 20 a 24 | 4     |
| 12    | 15 a 19 | 12    |
| 12    | 10 a 14 | 36    |
| 24    | 5 a 9   | 24    |
| 16    | 0 a 4   | 28    |

## Economia
El 2007 la població en edat de treballar era de 569 persones, 427 eren actives i 142 eren inactives. De les 427 persones actives 395 estaven ocupades (210 homes i 185 dones) i 32 estaven aturades (11 homes i 21 dones). De les 142 persones inactives 66 estaven jubilades, 44 estaven estudiant i 32 estaven classificades com a «altres inactius».

### Ingressos
El 2009 a Villaines-sous-Malicorne hi havia 366 unitats fiscals que integraven 986 persones, la mediana anual d'ingressos fiscals per persona era de 17.254,5 €.

### Activitats econòmiques
Dels 23 establiments que hi havia el 2007, 1 era d'una empresa alimentària, 3 d'empreses de fabricació d'altres productes industrials, 4 d'empreses de construcció, 8 d'empreses de comerç i reparació d'automòbils, 2 d'empreses d'hostatgeria i restauració, 1 d'una empresa financera, 1 d'una empresa de serveis, 1 d'una entitat de l'administració pública i 2 d'empreses classificades com a «altres activitats de serveis».
Dels 7 establiments de servei als particulars que hi havia el 2009, 2 eren tallers de reparació d'automòbils i de material agrícola, 2 fusteries, 2 lampisteries i 1 perruqueria.
L'únic establiment comercial que hi havia el 2009 era una carnisseria.
L'any 2000 a Villaines-sous-Malicorne hi havia 26 explotacions agrícoles que ocupaven un total de 1.160 hectàrees.

## Equipaments sanitaris i escolars
L'únic equipament sanitari que hi havia el 2009 era una farmàcia.
El 2009 hi havia una escola elemental.

## Poblacions més properes
El següent diagrama mostra les poblacions més properes.